# Flugunfall-Untersuchungs-Gesetz (Deutschland)
Das Flugunfall-Untersuchungs-Gesetz (FlUUG) ist die Rechtsgrundlage für Untersuchungen abgestürzter ziviler Luftfahrzeuge in Deutschland und für die Einrichtung der Bundesstelle für Flugunfalluntersuchung (BFU) in Braunschweig.

## Entstehung

### Chicagoer Abkommen
In den Artikeln 37 und 38 des Chicagoer Abkommens verpflichten sich die Mitgliedsstaaten der Internationalen Zivilluftfahrtorganisation (ICAO), darunter Deutschland ab 1956, Richtlinien unter anderem zur Untersuchung von Flugunfällen (Annex 13) möglichst unverändert in nationales Recht umzusetzen, was mit dem Flugunfall-Untersuchungs-Gesetz 1998 geschehen ist. Im Rahmen der Harmonisierung wurde ebenfalls der § 5 der Luftverkehrsordnung (LuftVO) geändert.

### Europäisches Recht
Die Richtlinien zur Einrichtung einer Untersuchungsstelle für Unfälle und schwere Störungen wurden zudem in der Verordnung (EU) Nr. 996/2010 festgelegt.

## Gliederung
Das aus 30 Paragraphen bestehende Gesetz gliedert sich in sechs Abschnitte:
1. Anwendungsbereich
2. Organisation
3. Untersuchung
4. Berichte und ihre Bekanntgabe
5. Untersuchungskammer
6. Allgemeine Vorschriften

## Unfälle militärischer Luftfahrzeuge
Unfälle mit militärischen Luftfahrzeugen fallen nicht in den Geltungsbereich des FlUUG. Diese werden vom General Flugsicherheit in der Bundeswehr untersucht.